# Доброволчество
| Уики доброволка от Полша, 2010 |  | Полеви доброволци в Африка, 2005 |
| Уики доброволка от Полша, 2010 |  | Полеви доброволци в Африка, 2005 |

Доброволец е някой, който по свое желание и безвъзмездно се заема с алтруистична дейност и работа, участва в дейности, с цел допринасяне за добруването и подобряването на човешкото качество на живот.
Това за разлика от платените дейности, може да носи приятно чувство на удовлетворение или уважение, но няма финансова печалба – доброволците извършват своята дейност или напълно безплатно, или в определени условия при минимално заплащане и осигуряване на условия на живот, при работа в чужбина. Доброволците са известни с развиването на своите умения, които са им силно необходими при често нестандартния тип работа, който извършват, социализация (тъй като им се налага да работят често с множество други доброволци, да разговарят и общуват с хора, опитвайки се да бъдат от помощ за тях) и също така с ентусиазма и радостта, от извършваната дейност.
Най-често наградата за усилията на доброволците е добрата дума, признанието, похвалата от страна на околните хора или други доброволци.
С доброволци най-често работят неправителствените организации.

## Външни препа
- В Общомедия има медийни файлове относно Доброволчество